# Guy Bertrand (avocat)
Pour les articles homonymes, voir Guy Bertrand et Bertrand.
 (mars 2016).
Si vous disposez d'ouvrages ou d'articles de référence ou si vous connaissez des sites web de qualité traitant du thème abordé ici, merci de compléter l'article en donnant les références utiles à sa vérifiabilité et en les liant à la section « Notes et références ».
Guy Bertrand est un avocat québécois de la ville de Québec spécialisé en droits civiques. Il est né en 1938 à Sainte-Lucie-de-Beauregard dans le comté de Montmagny.

## Biographie
Il a fait des études en droit aux universités McGill et Sherbrooke.
Dès janvier 1963 Guy Bertrand exerçant le droit à Montmagny parle très souvent en faveur de l'indépendance du Québec et sympathise avec Marcel Chaput. Dans les années 1950 il avait pourtant défendu la confédération et l'anti-séparatisme.
Dans les années 1960, il a défendu la cause du tueur en série Léopold Dion.
Il est aussi un membre fondateur du Parti québécois et l'auteur du livre Plaidoyer pour les citoyens dans lequel il critique les tactiques des souverainistes, mais réaffirme son appui pour leurs idéaux. Il sera d'ailleurs candidat à la chefferie du Parti Québécois en 1985 pour succéder à René Lévesque, mais Pierre-Marc Johnson remporte la course et devient le second chef du parti et premier ministre du Québec.
Guy Bertrand, dans les années 1990, épousera ensuite la cause des fédéralistes anglophones et défendra les villes anglophones contre le projet du gouvernement d'unifier les villes sur l'île de Montréal dans leur bataille juridique.
L'un de ses plus célèbres clients était Léon Mugesera, accusé de crimes contre l'humanité. En 2007, il prend la cause de ceux qui se disent harcelés pour leurs présumés liens avec la cellule Camille-Laurin.
Depuis 2008 il milite pour le retour des Nordiques de Québec dans la Ligue nationale de hockey. Son joueur favori était Marc Tardif.
En juin 2009, il offre gratuitement ses services à la famille de l'enfant disparue Cédrika Provencher.
En juin 2020, il représente la Fondation pour la défense des droits et libertés du peuple, groupe conspirationniste qui dépose une plainte contre le gouvernement du Québec pour dénoncer les mesures de confinement durant la pandémie de COVID-19. Début juillet, Guy Bertrand se dissocie de la procédure estimant avoir été trahi et manipulé par ses clients.